# Heriberto Tavares
Heriberto Moreno Borges Tavares (sinh ngày 19 tháng 2 năm 1997) là một cầu thủ bóng đá người Bồ Đào Nha thi đấu cho Benfica B ở vị trí tiền đạo.

## Sự nghiệp câu lạc bộ
Tavares sinh ra ở Amadora. Vào ngày 6 tháng 8 năm 2016, anh có màn ra mắt cho Benfica B trong trận đấu tại LigaPro 2016–17 trước Cova da Piedade.